# 安住麻里
安住 麻里（あずみ まり、1987年12月12日 - ）は、日本の女性タレント、 イラストレーター。舞夢プロ（2014年3月31日まで）、エイジアプロモーションに所属していた。旧芸名は上住マリア。身長150cm。

## 来歴・人物
- 大阪府出身。
- 趣味はサウナ、イラスト、動物の写真を撮ること。

## 出演

### TV
- ジェイコム関西 関西Jリーグ応援番組「スタジアムへ行こう!!」 スタジアムガール（2009年）[3]
- 東名阪ネット6・岐阜放送「温泉女子」（2012年）
- TBS「私の何がイケないの？」再現ドラマ（2012年）
- テレビ朝日「ナニコレ珍百景」（2012年）
- テレビ朝日「SmaSTATION!」グッズ紹介モデル（2012年）
- フジテレビ「ジェネレーション天国」（2013年）
- テレビ東京「ペット大行進！ど～ぶつくん」（2013年）
- TBS「ニンゲン観察バラエティ　モニタリング」（2013、2014年）
- 日本テレビ「行列のできる法律相談所」再現ドラマ（2013、2014、2015年、2017年）
- WOWOW「KAZEOKEチャンピオン大会SP」（2014年）
- BSスカパー!「ニュースザップ」日経CNBCザッパー、CNNjザッパー（2014年10月6日-2017年6月22日）
- BSスカパー!「～公開ネタ見せ番組～輝け!ギャラ3000円芸人」MC（天の声）（2015年3月30日-2016年3月16日）[4]
- BSジャパン「シネマ・アディクト」金曜日ナレーション、イラスト（2016年5月-）
- フジテレビ「中居正広の神センス☆塩センス！！あの時どうすりゃよかったの！？」再現VTRの鈴木奈々役（2016年6月）
- TBS「世界の怖い夜」再現ドラマ（2017年）
- FNN/FNS 「FNSドキュメンタリー大賞」「私は私を全うする〜佐々木ばあちゃんの熊本地震〜」ナレーション（2017年）
- BSスカパー!「水曜日のニュース・ロバートソン」（2018年4月25日 - 2019年3月20日）

### 映画
- 「この坂道」主演　友梨亜役（宮本ともこ監督）（2013年）

### ドラマ
- TBS「セーラー服と機関銃」小林朱美役（2006年）
- NHK「平清盛」（2012年）
- NHK「あまちゃん」潮騒のメモリーのカラオケBGV、最終回 ウェイトレス役（2013年）
- NHK「軍師官兵衛」（2014年）
- BSスカパー!「ホイチョイドラマ　恋の時価総額」第7話 AD役（2015年）

### WEBドラマ
- こころポートレート（2012年） - 亜沙美役

### CM
- 「OUR BOURBON」ブルボン（2013年）
- 「海外ネットワーク」PRスポット（2013年）
- 「マルチSNS」ヤマダ電機（2014年）

### ラジオ
- ラジオ日本「ラジカントロプス2.0」（2012年）

### 雑誌
- 扶桑社「junie」専属モデル（2003年）
- 小学館「DIME」（2012年）

### 舞台
- 03ゴールデン劇場「ラストスクラム～ノーサイドのホイッスルがきこえない～」（2013年）
- 劇団マツモトカズミ「第一次家庭内対戦　手打ちの仕方」（2013年）
- エンターテインメント風集団 秘密兵器「痛恨の極み」（2014年）
- エンターテインメント風集団 秘密兵器「卑屈の巣窟」（2015年）

### その他
- YATTAR JAPAN YATTAR TV vol.11 YATTAR TV vol.12 YATTAR TV vol.13
- はじめてのパチンコ～アクエリオンクエスト～ 前編 後編（2012年）
- nifty「＠niftyでネットはじめました」（2013年）